# Ma’arratat Umm Hausz
Ma’arratat Umm Hausz (arab. معراتة أم حوش) – miejscowość w Syrii, w muhafazie Aleppo. W 2004 roku liczyła 3542 mieszkańców.